# Max Margules

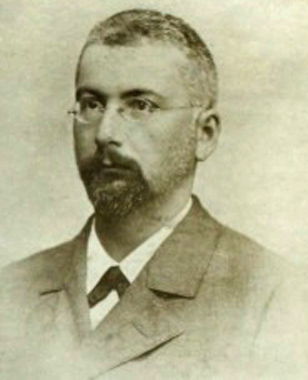
Max Margules (1920)

Max Margules (* 23. April 1856 in Brody (Galizien); † 4. Oktober 1920 in Perchtoldsdorf, Niederösterreich) war ein österreichischer Meteorologe.
Max Margules studierte an der Universität Wien Mathematik, Physik und Chemie, 1876 promovierte er zum Doktor der Philosophie. Er beschäftigte sich mit Fragen der Elektro- und Hydrodynamik, von 1885 bis 1906 war er an der Zentralanstalt für Meteorologie und Geodynamik tätig.
Er erforschte die atmosphärischen Gezeiten und formulierte eine Theorie zur Polarfront und über Luftdruckwellen. 1901 erschien seine Abhandlung Über den Arbeitswert einer Luftdruckverteilung und die Erhaltung der Druckunterschiede. Im Jahr 1903 veröffentlichte er eines der klassischen Werke der Meteorologie: „Über die Energie der Stürme“.
Ab 1906 war er Privatgelehrter, er zog sich von der Meteorologie zurück und wendete sich wieder chemisch-physikalischen Fragen zu.

## Publikationen
- Ueber Theorie und Anwendung der electromagnetischen Rotation. In: Annalen der Physik. Nr. 242.1, 1878, S. 59–72.
- Uber die Bestimmung des Reibungsund Gleitungs-Coefficienten aus den Bewegungen einer Flüssigkeit. In: Wiener Berichte. Nr. 83, 1881, S. 588–602.
- Über die specifische Wärme comprimirter Kohlensäure. Kaiserlich-Königliche Hof- und Staatsdruckerei, 1888.
- Über die Mischungswärme comprimirter Gase. Kaiserlich-Königliche Hof- und Staatsdruckerei, 1888.
- Über die Abweichung eines comprimirten Gasgemisches vom Gesetz des Partialdruckes. Kaiserlich-Königliche Hof- und Staatsdruckerei, 1889.
- Über die Schwingungen periodisch erwärmter Luft. F. Tempsky, 1890.
- Bemerkungen zu Hrn. Galitzine's Abhandlung: „Ueber das Dalton’sche Gesetz“. In: Annalen der Physik. Nr. 278.2, 1891, S. 348–350.
- Luftbewegungen in einer rotirenden Sphäroidschale. Kaiserlich-Königliche Hof- und Staatsdruckerei, 1893.
- Über die Zusammensetzung der gesättigten Dämpfe von Mischungen. In: Sitzungsberatungen der Akademie der Wissenschaften Wien, mathematisch-naturwissenschaftliche Klasse. Nr. 104, 1895, S. 1243–1278.
- Auflösung von Platin und Gold in Electrolyten. In: Annalen der Physik. Nr. 301.7, 1898, S. 629–634.
- Nachtrag zur Mittheilung über die Auflösung von Platin und Gold in Electrolyten. In: Annalen der Physik. Nr. 302.11, 1898, S. 540–543.
- Über den Arbeitswert einer Luftdruckvertheilung und über die Erhaltung der Druckunterschiede. Kaiserlich-Königliche Hof- und Staatsdruckerei, 1901.
- Über die Energie der Stürme. Kaiserlich-Königliche Hof- und Staatsdruckerei, 1903.
- Über Temperaturschwankungen auf hohen Bergen. In: Meteorologische Zeitschrift. Nr. 19, 1903.
- Uber die Beziehung zwischen Barometerschwankungen und Kontinuitätsgleichung. In: Ludwig Boltzmann Festschrift. 1904, S. 585–589.
- Über Temperaturschichtung in stationär bewegter und ruhender Luft. In: Meteorologische Zeitschrift. Nr. 23, 1906, S. 165–254.
- Über die Änderung des vertikalen Temperaturgefälles durch Zusammendrückung oder Ausbreitung einer Luftmasse. In: Meteorologische Zeitschrift. 1906, S. 241–244.
- Zur sturmtheorie. F. Vieweg & Sohn, 1906.